# 810-es busz
A 810-es jelzésű elővárosi autóbusz egy Budapest és Kesztölc között közlekedő helyközi járat volt, a 800-as busz kiegészítő járata, mely Budapestről az Árpád híd autóbusz-állomásról indulva Solymárvölgy, Pilisvörösvár, Piliscsaba, Pilisjászfalu és Leányvár településeken keresztülhaladva érkezett Kesztölcre. A 810-es busz a 10-es főút kesztölci leágazásáig azonos útvonalon haladt a 800-as alapjárattal. A járat elsődleges célja Kesztölcről Budapestre a munkás-diák forgalom átszállás nélküli lebonyolítása volt. 2018. december 7-én megszűnt, szerepét a KNYKK helyközi járatai és a vasút vette át.

## Megállóhelyei
| 810 (Budapest, Árpád híd autóbusz-állomás – Pilisvörösvár – Piliscsaba – Kesztölc, autóbusz-forduló) | 810 (Budapest, Árpád híd autóbusz-állomás – Pilisvörösvár – Piliscsaba – Kesztölc, autóbusz-forduló) | 810 (Budapest, Árpád híd autóbusz-állomás – Pilisvörösvár – Piliscsaba – Kesztölc, autóbusz-forduló) | 810 (Budapest, Árpád híd autóbusz-állomás – Pilisvörösvár – Piliscsaba – Kesztölc, autóbusz-forduló) | 810 (Budapest, Árpád híd autóbusz-állomás – Pilisvörösvár – Piliscsaba – Kesztölc, autóbusz-forduló) | 810 (Budapest, Árpád híd autóbusz-állomás – Pilisvörösvár – Piliscsaba – Kesztölc, autóbusz-forduló) | 810 (Budapest, Árpád híd autóbusz-állomás – Pilisvörösvár – Piliscsaba – Kesztölc, autóbusz-forduló) | 810 (Budapest, Árpád híd autóbusz-állomás – Pilisvörösvár – Piliscsaba – Kesztölc, autóbusz-forduló) |
| Sorszám (↓)                                                                                          | Sorszám (↓)                                                                                          | Megállóhely                                                                                          | Sorszám (↑)                                                                                          | Sorszám (↑)                                                                                          | Átszállási kapcsolatok a járat megszűnésekor                                                         | | |
| --- | --- | --- | --- | --- | --- | --- | --- |
| 0 | 0 | Árpád híd autóbusz-állomás végállomás                                                                | 17                                                                                                   | 27                                                                                                   | 1 26, 32, 34, 106, 115, 120, M3, M3A 800, 801, 805, 815, 820, 830, 832, 840                          | | |
| 1 | 1 | Budapest, Flórián tér (Vörösvári út)                                                                 | 16                                                                                                   | 26                                                                                                   | 1 9, 34, 106, 109, 111, 118, 134, 137, 218, 237 800, 801, 805, 815, 820, 830, 832, 840               | | |
| 2 | 2 | Budapest, Bécsi út (Vörösvári út)                                                                    | 15                                                                                                   | 25                                                                                                   | 1, 17, 19, 41 137, 160, 218, 237, 260, 260A 800, 801, 805, 815, 820, 830, 832, 840                   | | |
| 3 | 3 | Budapest, Bóbita utca                                                                                | 14                                                                                                   | 24                                                                                                   | 260, 260A 800, 801, 805, 820, 830, 832, 840                                                          | | |
| 4 | 4 | Budapest, Üröm vasúti megállóhely                                                                    | 13                                                                                                   | 23                                                                                                   | 218 800, 801, 805, 820, 830, 832, 840 S72                                                            | | |
| Budapest közigazgatási határa                                                                        | | | | | | | |
| 5 | 5 | Solymári elágazás (Auchan áruház)                                                                    | 12                                                                                                   | 22                                                                                                   | 800, 801, 805, 820, 830, 832                                                                         | | |
| 6 | 6 | Pilisvörösvár, 10-es sz. út, útőrház                                                                 | 11                                                                                                   | 21                                                                                                   | 800, 805, 820                                                                                        | | |
| 7 | 7 | Pilisvörösvári üdülőtelep                                                                            | 10                                                                                                   | 20                                                                                                   | 800, 805, 820                                                                                        | | |
| 8 | 8 | Pilisvörösvár, bányatelep                                                                            | 9 | 19                                                                                                   | 799, 800, 801, 805, 820                                                                              | | |
| 9 | 9 | Pilisvörösvár, városháza                                                                             | 8 | 18                                                                                                   | 799, 800, 801, 805, 815, 820                                                                         | | |
| 10                                                                                                   | 10                                                                                                   | Pilisvörösvár, kultúrház                                                                             | 7 | 17                                                                                                   | 799, 800, 801, 805, 815, 820, 830, 856                                                               | | |
| 11                                                                                                   | 11                                                                                                   | Pilisvörösvár, vasútállomás bejárati út                                                              | 6 | 16                                                                                                   | 799, 800, 805, 830, 856 S72 , G72 , Z72                                                              | | |
| 12                                                                                                   | 12                                                                                                   | Pilisvörösvár, Terranova Kft.                                                                        | 5 | 15                                                                                                   | 799, 800, 801, 805, 832                                                                              | | |
| 13                                                                                                   | 13                                                                                                   | Pilisvörösvár, Kopár Csárda                                                                          | 4 | 14                                                                                                   | 799, 800, 801, 805, 832                                                                              | | |
| 14                                                                                                   | 14                                                                                                   | Piliscsaba, Pázmány Péter Egyetem                                                                    | 3 | 13                                                                                                   | 799, 800, 801, 805, 815, 832 S72 , Z72                                                               | | |
| 15                                                                                                   | 15                                                                                                   | Piliscsaba, Klévíz                                                                                   | 2 | 12                                                                                                   | 799, 800, 801, 805, 832                                                                              | | |
| ∫ | 16                                                                                                   | Piliscsaba, városháza                                                                                | 1 | ∫ | 799, 832                                                                                             | | |
| ∫ | 17                                                                                                   | Piliscsaba, vasútállomás végállomás                                                                  | 0 | ∫ | 799, 805, 832 S72 , G72 , Z72                                                                        | | |
| 16                                                                                                   | ∫ | Piliscsaba, iskola                                                                                   | ∫ | 11                                                                                                   | 800, 805, 815                                                                                        | | |
| 17                                                                                                   | ∫ | Piliscsaba, Magdolna völgy                                                                           | ∫ | 10                                                                                                   | 800, 805                                                                                             | | |
| 18                                                                                                   | ∫ | Pilisjászfalu                                                                                        | ∫ | 9 | 800, 805                                                                                             | | |
| 19                                                                                                   | ∫ | Piliscsév, elágazás                                                                                  | ∫ | 8 | 800, 805                                                                                             | | |
| 20                                                                                                   | ∫ | Leányvár, Művelődési Ház                                                                             | ∫ | 7 | 800, 805                                                                                             | | |
| 21                                                                                                   | ∫ | Leányvár, vasútállomás                                                                               | ∫ | 6 | 800, 805 S72 , G72 , Z72                                                                             | | |
| 22                                                                                                   | ∫ | Kesztölci elágazás                                                                                   | ∫ | 5 | 800, 805                                                                                             | | |
| 23                                                                                                   | ∫ | Kesztölc, alsó                                                                                       | ∫ | 4 | 805                                                                                                  | | |
| 24                                                                                                   | ∫ | Kesztölc, Szabadság tér                                                                              | ∫ | 3 | 805                                                                                                  | | |
| 25                                                                                                   | ∫ | Kesztölc, felső                                                                                      | ∫ | 2 | 805                                                                                                  | | |
| 26                                                                                                   | ∫ | Kesztölc, Csurgó                                                                                     | ∫ | 1 | 805                                                                                                  | | |
| 27                                                                                                   | ∫ | Kesztölc, autóbusz-forduló végállomás                                                                | ∫ | 0 | 805                                                                                                  | | |

## Külső hivatkozások
- A járat menetrendje a Volánbusz oldalán
- A járat vázlatos útvonala